# Maria Franciszka Benedykta Portugalska
Maria Francisca Benedita Ana Isabel Joana Antónia Laura Inácia Gertrudes Rita Rosa de Bragança (ur. 25 lipca 1746 w Lizbonie, zm. 10 sierpnia 1829 tamże) – infantka Portugalii i poprzez małżeństwo – księżna Beiry oraz od 24 lutego 1777 księżna Brazylii.
Urodziła się jako czwarta żyjąca, najmłodsza córka następcy tronu Portugalii Józefa (przyszłego króla Józefa I) i jego żony księżnej (późniejszej królowej) Marianny Wiktorii. W państwie tym panował wówczas Jan V Wielkoduszny. Jej starszą siostrą była przyszła królowa Portugalii Maria I.
7 lutego 1777 w wieku 30 lat poślubiła w Lizbonie swojego 15-letniego siostrzeńca księcia Beira Józefa. Para nie miała dzieci. 24 lutego tego samego roku zmarł ojciec Benedykty, a dziadek Józefa – król Józef I Reformator. Matka Józefa została królową, natomiast on sam - następcą tronu Portugalii i przyjął tytuły księcia Brazylii oraz 14. księcia Braganzy. 